# Hard to Love a Man
Hard to Love a Man är den första EP-skivan av Magnolia Electric Co., utgiven 2005.

## Låtlista
1. "Hard to Love a Man" - 4:18
2. "Bowery" - 3:42
3. "Doing Something Wrong" - 2:56
4. "31 Seasons in the Minor Leagues" - 5:04
5. "Werewolves of London" - 3:51 (Marinell, Wachtel, Zevon)